# Училищный дом в память Ивана Васильевича и Ольги Николаевны Рукавишниковых

## История

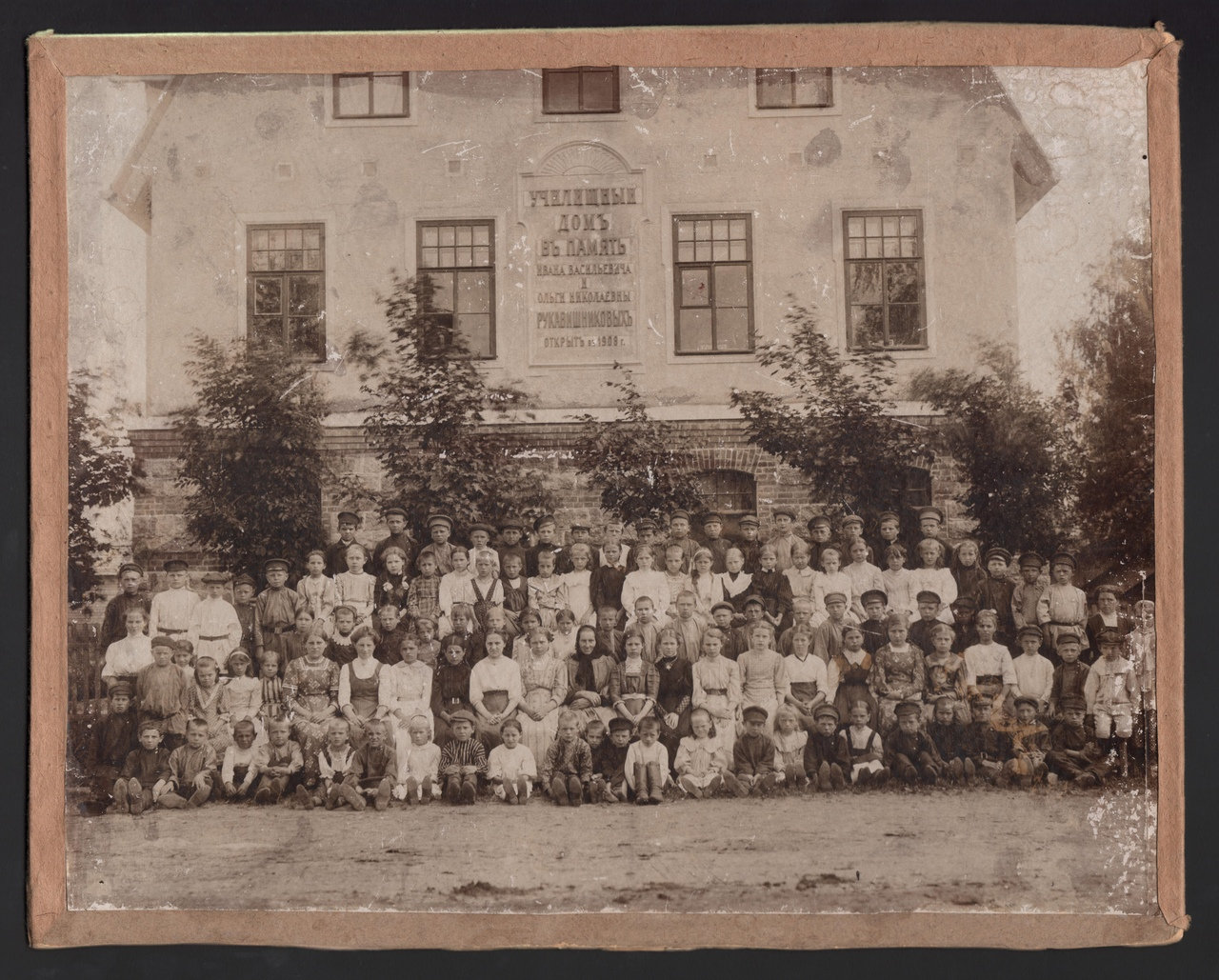
Воспитанники училищного дома на фоне здания

Здание было построено в 1859 году под Рождественское смешанное училище и освящено в октябре местным священником Первенским. Финансировали училище местный дворянский комитет и частично крестьяне.
С 1887 года училище передается под попечительство местного мецената, золотопромышленника Ивана Васильевича Рукавишникова. Под его попечительством, за счет личных средств здание перестраивается, дополняется новыми службами, обновляется мебель, на территории училища закладывается сад.
Освящение нового двухклассного училища состоялось 16 сентября 1882 года. С этого момента его стали именовать «Рождественское училище в память Владимира Ивановича Рукавишникова» (рано умершего старшего сына Ивана Васильевича Рукавишникова).
В 1894 году Ольгой Николаевной Рукавишниковой при училище была организована школа по обучению «плетению кружев на коклюшках». В 1895 году школа кружевниц была приглашена Министерством просвещения для участия во Всероссийской выставке.
С 1901 года, после смерти Ивана Васильевича и Ольги Николаевны Рукавишниковых, попечительство над училищем взял на себя Владимир Дмитриевич Набоков (зять Ивана Васильевича Рукавишникова).
В 1902 году на Петербургском отделе Всероссийской кустарной выставки школе кружевниц имени О. Н. Рукавишниковой была присуждена большая серебряная медаль. Изделия рождественских учениц пользовались большим успехом не только в губернии, но и далеко за её пределами, включая Париж. Их работы бережно хранятся в фондах Русского музея и музея-усадьбы Рождествено.
В 1908 году училище было отремонтировано и переименовано в училищный дом, а на переднем фасаде установлена мемориальная доска с надписью: «УЧИЛИЩНЫЙ ДОМЪ ВЪ ПАМЯТЬ ИВАНА ВАСИЛЬЕВИЧА и ОЛЬГИ НИКОЛАЕВНЫ РУКАВИШНИКОВЫХЪ. ОТКРЫТ в 1908 г.»
Весь рукавишниковский период (1877 — 1917 г.г.) Рождественская школа была одним из лучших учебных заведений в Петербургской губернии и имела статус образцовой.
С января 1918 года в школе была ликвидирована старая система обучения и директором школы назначили Василия Мартыновича Жерносскова (одно время он преподавал русский язык Владимиру Владимировичу Набокову), в 1921 году его сменил Петр Иванович Эрте.
Школа в этом здании функционировала до августа 1941 года.